# Bundesverwaltungsgericht (Schweiz)
Koordinaten: 47° 25′ 19,5″ N, 9° 21′ 32,4″ O; CH1903: 744894 / 254138
Das Bundesverwaltungsgericht (BVGer; französisch Tribunal administratif fédéral, italienisch Tribunale amministrativo federale, rätoromanisch Tribunal administrativ federalⓘ, englisch Federal Administrative Court) mit Sitz in St. Gallen ist ein erstinstanzliches eidgenössisches Gericht. Es beurteilt Beschwerden gegen Verfügungen von Bundesbehörden. In gewissen Sachbereichen ist das Gericht auch für die Überprüfung kantonaler Entscheide zuständig und urteilt ausserdem vereinzelt in Klageverfahren.

## Geschichte

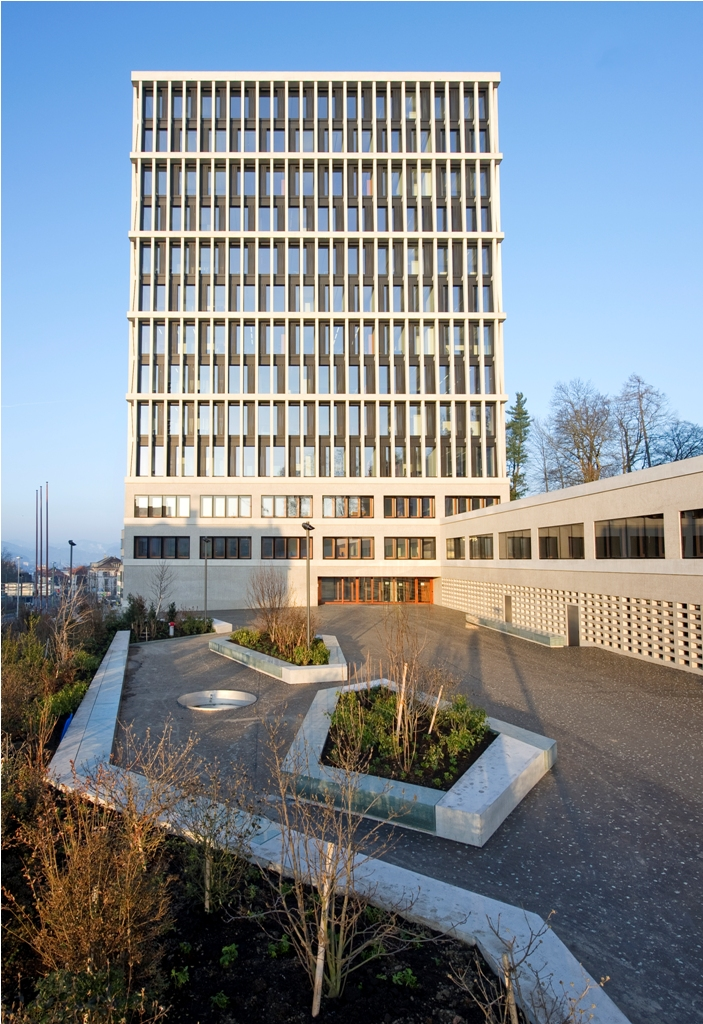
Schweizerisches Bundesverwaltungsgericht in St. Gallen

Im Zuge der vom Schweizervolk in der Volksabstimmung vom 12. März 2000 angenommenen Justizreform wurden in den Folgejahren drei neue erstinstanzliche eidgenössische Gerichte geschaffen, nämlich das Bundesstrafgericht, das Bundespatentgericht sowie das Bundesverwaltungsgericht. Dieses übernahm mit seiner Gründung die Aufgaben von 36 eidgenössischen Rekurskommissionen und Beschwerdediensten der Departemente (Ministerien).
Das Bundesverwaltungsgericht nahm am 1. Januar 2007 seine Arbeit in provisorischen Räumen in Bern auf und siedelte im Sommer 2012 nach St. Gallen um.

## Organisation

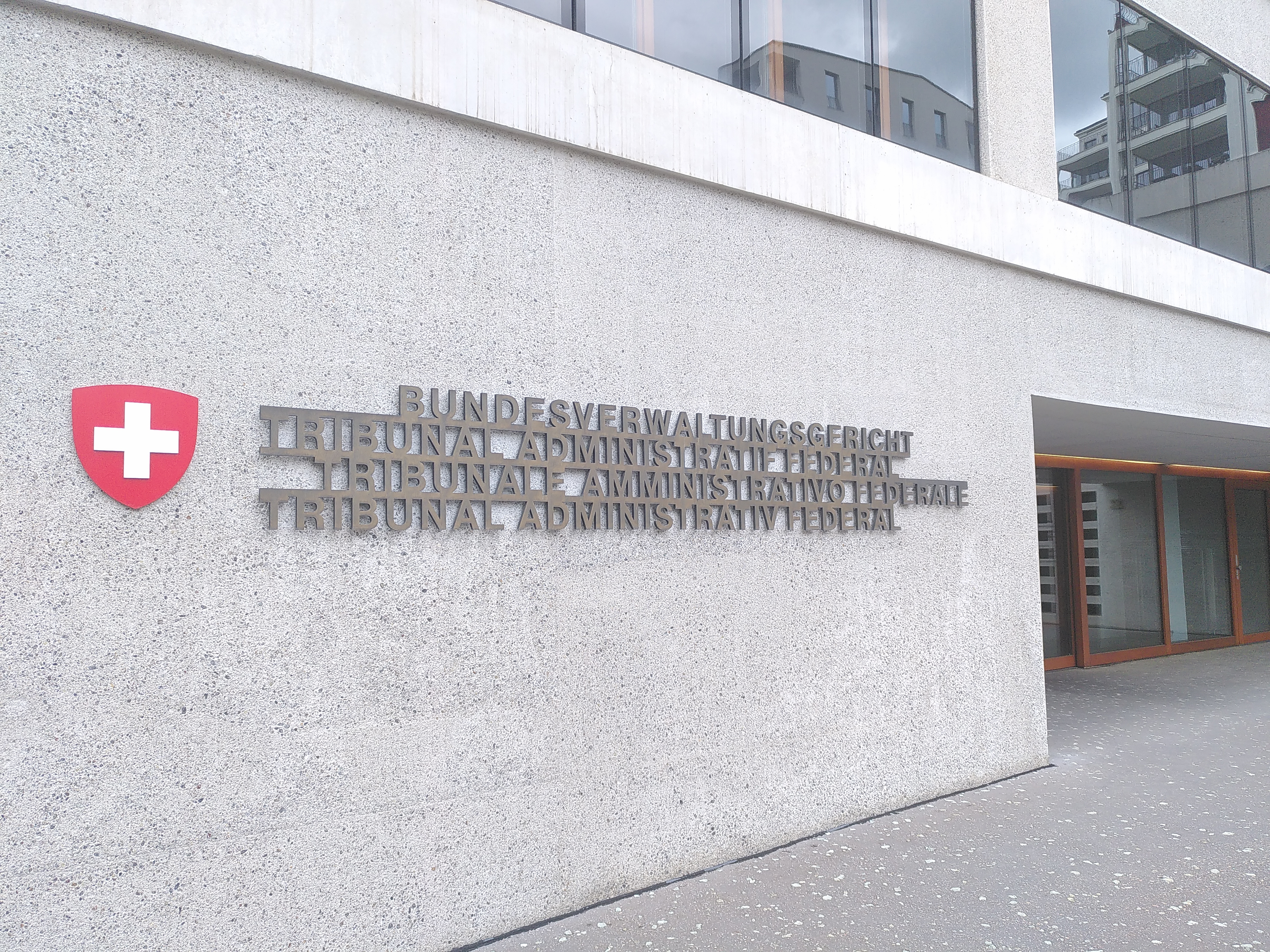
Eingang zum Bundesverwaltungsgericht

Das Gericht setzt sich aus sechs Abteilungen sowie dem Generalsekretariat zusammen. Es verfügt über folgende gesetzlich vorgesehene Leitungsorgane: das Präsidium, das Gesamtgericht, die Präsidentenkonferenz und die Verwaltungskommission. Rechtspflegeeinheiten sind die Abteilungen und Kammern.
Mit 78 Richterinnen und Richtern (70 FTE) sowie rund 380 Mitarbeitenden ist es das grösste eidgenössische Gericht (Stand: Januar 2025). Per 1. April 2024 wurde die Anzahl möglicher Vollzeitrichter von 65 auf 70 erhöht. Diese Massnahme, die der Entlastung des Gerichts und einer besseren Vertretung der Landessprachen dienen soll, gilt vorübergehend bis zum 31. Dezember 2029. Danach werden die pensionierte Richter nicht ersetzt, bis nur noch 65 Vollzeitstellen besetzt sind.
Das Bundesverwaltungsgericht setzt sich aus sechs Abteilungen zusammen:
- Abteilung I: Infrastruktur, Abgaben, Bundespersonal
- Abteilung II: Wirtschaft, Bildung, Wettbewerb
- Abteilung III: Öffentliche Gesundheit, Sozialversicherungen
- Abteilung IV: Asyl
- Abteilung V: Asyl
- Abteilung VI: Ausländerrecht, Bürgerrecht[3]

## Wahl
Für die Wahl der Mitglieder des Bundesverwaltungsgerichts (Wählbarkeit, Amtsdauer, Unvereinbarkeit mit anderen Tätigkeiten, Wahlverfahren) gelten analoge Bestimmungen wie für die Wahlen in das Bundesgericht.

## Zuständigkeit
Das Bundesverwaltungsgericht beurteilt Beschwerden gegen Verfügungen von Bundesbehörden. In gewissen Sachbereichen ist das Gericht auch für die Überprüfung kantonaler Entscheide zuständig und urteilt ausserdem vereinzelt in Klageverfahren. Soweit das Bundesverwaltungsgericht nicht als letzte Instanz entscheidet, können seine Urteile beim Bundesgericht angefochten werden.
Das Generalsekretariat des Bundesverwaltungsgerichts übt seit dem 1. Januar 2021 die administrative Aufsicht über die Eidgenössischen Schätzungskommissionen aus.

## Rechtsgrundlagen
Art. 191a Abs. 2 (in Kraft seit 1. September 2005) der Bundesverfassung bestimmt: Der Bund bestellt richterliche Behörden für die Beurteilung von öffentlich-rechtlichen Streitigkeiten aus dem Zuständigkeitsbereich der Bundesverwaltung. Mit der Schaffung des Bundesverwaltungsgerichts (und des Bundesstrafgerichts) wurde dieser Verfassungsauftrag umgesetzt.
Das Bundesgesetz vom 17. Juni 2005 über das Bundesverwaltungsgericht (Verwaltungsgerichtsgesetz, VGG; SR 173.32) regelt Stellung, Organisation und Zuständigkeit des Gerichts sowie das anwendbare Verfahrensrecht.
Das Bundesverwaltungsgericht hat die Gerichtsorganisation und -verwaltung im Geschäftsreglement für das Bundesverwaltungsgericht (VGR; SR 173.320.1) geregelt.

## Präsidien
Das Bundesverwaltungsgericht wird von einem Präsidenten oder einer Präsidentin präsidiert. Am 18. Dezember 2024 wählte die Vereinigte Bundesversammlung auf Vorschlag des Bundesverwaltungsgerichts die bisherige Vizepräsidentin Claudia Cotting-Schalch zur Präsidentin und Contessina Theis zur Vizepräsidentin des Bundesverwaltungsgerichts für die Amtsperiode 2025/26.
| Amtsperiode | Präsident/-in                 | Vizepräsident/-in               |
| ----------- | ----------------------------- | ------------------------------- |
| 2007–2008   | Christoph Bandli              | Philippe Weissenberger          |
| 2009–2010   | Christoph Bandli              | Markus Metz                     |
| 2011–2012   | Markus Metz                   | Michael Beusch                  |
| 2013–2014   | Markus Metz                   | Jean-Luc Baechler               |
| 2015–2016   | Jean-Luc Baechler             | Marianne Ryter                  |
| 2017–2018   | Jean-Luc Baechler             | Marianne Ryter                  |
| 2019–2020   | Marianne Ryter                | Vito Valenti                    |
| 2021–2022   | Marianne Ryter / Vito Valenti | Vito Valenti / Kathrin Dietrich |
| 2023        | Vito Valenti                  | Stephan Breitenmoser            |
| 2024        | Vito Valenti                  | Claudia Cotting-Schalch         |
| 2025        | Claudia Cotting-Schalch       | Contessina Theis                |

## Personalbestand ab 2007
| Jahr | Vollzeitstellen |
| ---- | --------------- |
| 2007 | 287             |
| 2008 | 310             |
| 2009 | 330             |
| 2010 | 344             |
| 2011 | 343             |
| 2012 | 349             |
| 2013 | 343             |
| 2014 | 347             |
| 2015 | 346             |
| 2016 | 338             |
| 2017 | 355             |
| 2018 | 374             |
| 2019 | 371             |
| 2020 | 364             |
| 2021 | 370             |
| 2022 | 367             |
| 2023 | 369             |
| 2024 | 385             |